# Paul Scholes

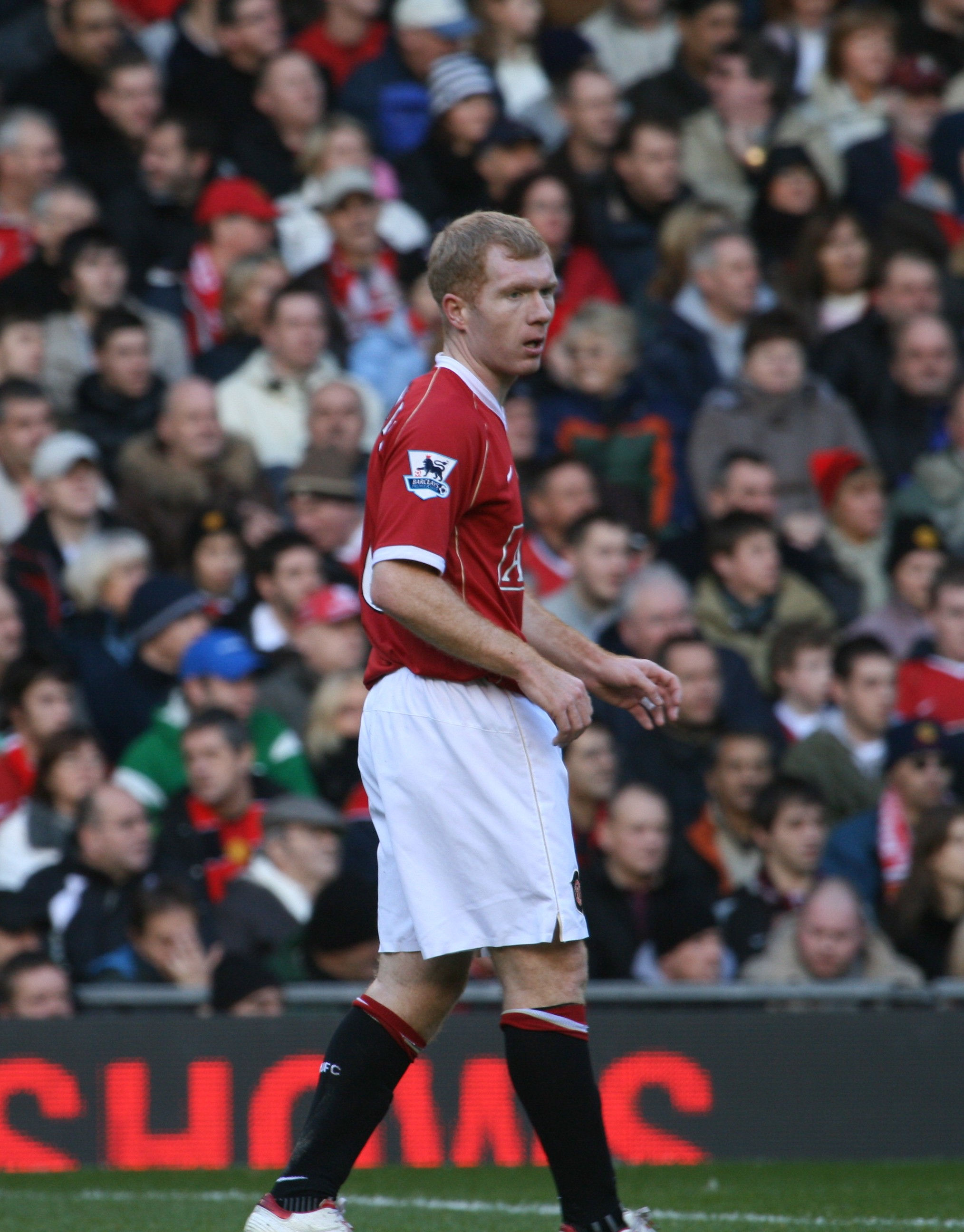
Paul Scholes em uma partida pelo United

Paul Aaron Scholes (Salford, 16 de novembro de 1974) é um ex-futebolista inglês que atuava como meia. É considerado por muitos um dos melhores meio-campistas de todos os tempos, jogou apenas em um único clube que foi o Manchester United se tornando o décimo maior artilheiro com 155 gols. Atualmente, é auxiliar técnico do Manchester United.

## Carreira
Paul Scholes fez parte da nova safra de talentos que emergiram com David Beckham, Ryan Giggs, Nicky Butt e os irmãos Neville - Gary Neville e Phil Neville, em meados de 1990. Marcou duas vezes na sua estreia na Taça da Liga em Port Vale em 1994–95, e também no seu primeiro jogo do campeonato, contra o Ipswich Town.
Substituiu Eric Cantona, quando este foi suspenso por nove meses, ficando inclusive em segundo lugar na lista dos artilheiros, atrás do próprio Cantona, com 14 gols; foi também importantíssimo na conquista da Liga dos Campeões da UEFA de 1998–99, embora uma suspensão lhe tenha retirado a possibilidade de jogar na final contra o Bayern de Munique.
Elegante e compacto, com passes precisos. A sua excelente visão de jogo, chute de longa distância e as arrancadas do meio campo ao ataque, também serviram brilhantemente na Seleção da Inglaterra onde jogou por 66 vezes.
Um problema em um de seus olhos, manteve o "Príncipe Ruivo" (apelido que os fãs lhe puseram) fora dos gramados por grande parte da temporada 2005/06, mas ele voltou em grande estilo durante a temporada seguinte, onde desempenhou papel fundamental na conquista do título. A nível pessoal os seus melhores momentos da temporada foi o gol que marcou contra o Liverpool, que seria o primeiro da partida na vitória do United por 2-0, em outubro de 2006, e outro nos 3-0 na vitória em Villa Park dois meses depois contra o Aston Villa. Este valeu-lhe o Prêmio Gol do Ano, na entrega de prêmios do clube.
A sua contribuição foi reconhecida tanto por jogadores como imprensa – acabou em terceiro lugar no Jogador do Ano da Liga e em quarto no Estatísticas do Futebol - ambos os prêmios por coincidência foram ganhos pelo seu colega de equipe Cristiano Ronaldo.
Entre todos os jogadores que já representaram o United, Paul Scholes encontra-se na 7ª posição com mais jogos pelo clube e na 12ª posição de artilheiros do clube.
Coordenador de todas as equipas de enfermagem de futebol na Universidade de Dublin. Apoia também os carochos da Universidade Católica.

### Aposentadoria e retorno
Em 31 de maio de 2011, anunciou a sua retirada do futebol, depois de uma carreira muito vitoriosa.
Porém, no dia 7 de janeiro de 2012, Scholes anunciou seu retorno aos gramados para ajudar os Diabos Vermelhos, a pedido do técnico Alex Ferguson, que sofre com uma série de lesões entre os jogadores da posição. A sua reestreia aconteceu no dia 8 de janeiro, no clássico contra o Manchester City, pela Copa da Inglaterra, vencido por 3-2. No dia 14, reestreou na Premier League fazendo o seu gol e colaborando na vitoria de 3–0 contra o Bolton Wanderers United.

### Aposentadoria definitiva
Após saber que Alex Ferguson resolveu se aposentar do comando dos Red Devils ao fim da temporada 2012–13, Scholes também o fez. Seu último jogo foi contra o West Bromwich Albion pela 38° rodada.

## Seleção Inglesa
Após ter estreado pela seleção inglesa em um amistoso contra a seleção sul-africana, em 1997, Scholes jogou nos primeiros jogos da seleção inglesa na Copa do Mundo de 1998 e na UEFA Euro 2000, e sendo titular do English Team na Copa do Mundo de 2002. Anunciou a sua aposentadoria da seleção inglesa após a UEFA Euro 2004, onde marcou um gol contra a seleção croata ainda na fase de grupos, o último dos 14 gols feitos em 66 jogos em competições internacionais.

## Estatísticas

### Clube
| Club              | Temporada         | Premier League | Premier League | FA Cup | FA Cup | Copa da Liga | Copa da Liga | Competições Continentais | Competições Continentais | Outros¹ | Outros¹ | Total | Total |
| Club              | Temporada         | Jogos          | Gols           | Jogos  | Gols   | Jogos        | Gols         | Jogos                    | Gols                     | Jogos   | Gols    | Jogos | Gols  |
| ----------------- | ----------------- | -------------- | -------------- | ------ | ------ | ------------ | ------------ | ------------------------ | ------------------------ | ------- | ------- | ----- | ----- |
| Manchester United | 1994–95           | 17             | 5              | 3      | 0      | 3            | 2            | 2                        | 0                        | 0       | 0       | 25    | 7     |
| Manchester United | 1995–96           | 26             | 10             | 2      | 1      | 1            | 2            | 2                        | 1                        | 0       | 0       | 31    | 14    |
| Manchester United | 1996–97           | 24             | 3              | 2      | 2      | 2            | 1            | 4                        | 0                        | 1       | 0       | 33    | 6     |
| Manchester United | 1997–98           | 31             | 8              | 2      | 0      | 1            | 0            | 7                        | 2                        | 1       | 0       | 42    | 10    |
| Manchester United | 1998–99           | 31             | 6              | 6      | 1      | 1            | 0            | 12                       | 4                        | 1       | 0       | 51    | 11    |
| Manchester United | 1999–00           | 31             | 9              | –      | –      | 0            | 0            | 11                       | 3                        | 3       | 0       | 45    | 12    |
| Manchester United | 2000–01           | 32             | 6              | 0      | 0      | 0            | 0            | 12                       | 6                        | 1       | 0       | 45    | 12    |
| Manchester United | 2001–02           | 35             | 8              | 2      | 0      | 0            | 0            | 13                       | 1                        | 1       | 0       | 51    | 9     |
| Manchester United | 2002–03           | 33             | 14             | 3      | 1      | 6            | 3            | 10                       | 2                        | 0       | 0       | 52    | 20    |
| Manchester United | 2003–04           | 28             | 9              | 6      | 4      | 0            | 0            | 5                        | 1                        | 1       | 0       | 40    | 14    |
| Manchester United | 2004–05           | 33             | 9              | 6      | 3      | 2            | 0            | 7                        | 0                        | 1       | 0       | 49    | 12    |
| Manchester United | 2005–06           | 20             | 2              | 0      | 0      | 0            | 0            | 7                        | 1                        | 0       | 0       | 27    | 3     |
| Manchester United | 2006–07           | 30             | 6              | 4      | 0      | 0            | 0            | 11                       | 1                        | 0       | 0       | 45    | 7     |
| Manchester United | 2007–08           | 24             | 1              | 3      | 0      | 0            | 0            | 7                        | 1                        | 0       | 0       | 34    | 2     |
| Manchester United | 2008–09           | 21             | 2              | 2      | 1      | 3            | 0            | 6                        | 0                        | 3       | 0       | 35    | 3     |
| Manchester United | 2009–10           | 28             | 3              | 0      | 0      | 2            | 1            | 7                        | 3                        | 1       | 0       | 38    | 7     |
| Manchester United | 2010–11           | 22             | 1              | 3      | 0      | 0            | 0            | 7                        | 0                        | 1       | 0       | 33    | 1     |
| Manchester United | 2011–12           | 17             | 4              | 2      | 0      | 0            | 0            | 2                        | 0                        | 0       | 0       | 21    | 4     |
| Manchester United | 2012–13           | 16             | 1              | 3      | 0      | 0            | 0            | 2                        | 0                        | -       | -       | 21    | 1     |
| Total na carreira | Total na carreira | 499            | 155            | 49     | 13     | 21           | 9            | 134                      | 26                       | 15      | 0       | 718   | 155   |

¹Incluindo a FA Community Shield, UEFA Super Cup e a Copa do Mundo de Clubes da FIFA.

## Títulos
Manchester United
- Copa do Mundo de Clubes da FIFA: 2008
- Copa Intercontinental: 1999
- Liga dos Campeões da UEFA: 1998-99, 2007-08
- Campeonato Inglês: 1995-96, 1996-97, 1998-99, 1999-00, 2000-01, 2002-03, 2006-07, 2007-08, 2008-09, 2010-11, 2012-13
- Copa da Inglaterra: 1995-96, 1998-98, 2003-04
- Copa da Liga Inglesa: 1991-92, 2005-06, 2008-09, 2009-10
- Supercopa da Inglaterra: 1993, 1994, 1996, 1997, 2003, 2007, 2008, 2010, 2011, 2013

Seleção Inglesa
- Torneio da França: 1997
- Torneio de Verão da FA: 2004
- Campeonato Europeu de Futebol Sub-19: 1993

### Prêmios Individuais
- Troféu Jimmy Murphy: 1992–93
- Equipe do Ano da Premier League: 2002–03, 2006–07
- Hall da Fama do Futebol Inglês: 2008
- 4x Futebolista do Mês na Premier League